# Velîkîi Zliiv, Ripkî
Velîkîi Zliiv (în ucraineană Великий Зліїв) este localitatea de reședință a comunei Velîkîi Zliiv din raionul Ripkî, regiunea Cernihiv, Ucraina.

## Demografie
Componența lingvistică a localității Velîkîi Zliiv
     Ucraineană (98,98%)
     Rusă (1,02%)
Conform recensământului din 2001, majoritatea populației localității Velîkîi Zliiv era vorbitoare de ucraineană (98,98%), existând în minoritate și vorbitori de rusă (1,02%).